# Cees Laseur
Cornelis Jan (Cees) Laseur (Kota Radja, 3 april 1899 – Den Haag, 2 januari 1960) was een Nederlands acteur en toneelregisseur. Men sprak zijn voornaam uit als sees.

## Leven en werk
Cees Laseur werd geboren in Nederlands-Indië, waar zijn vader arts-officier was in het KNIL. Later vestigde de familie zich in Den Haag. Onmiddellijk na zijn eindexamen hbs ging Laseur toneelspelen bij het Hofstad Tooneel van Cor van der Lugt Melsert. Hij debuteerde als tuinman in Micheline van Gaston de Cavaillet en Robert de Flers. Al in 1923, na de opheffing van het Hofstad Tooneel, had hij de leiding over Het Residentie Ensemble en in 1932 werd hij directeur en voornaamste regisseur van het Centraal Tooneel. Nadat dit gezelschap in 1946 was ontbonden, richtte hij in 1947 de Haagse Comedie op, waarvan hij artistiek directeur werd, later samen met Paul Steenbergen.
Behalve door talloze toneelrollen en regies werd hij in de jaren vijftig ook bekend door zijn rol van 'Vader Doorsnee' in de langlopende hoorspelserie In Holland staat een huis, beter bekend als De Familie Doorsnee, van Annie M.G. Schmidt. Op televisie was hij te zien in de serie Pension Hommeles in een gastrol als kok.
Cees Laseur werd in 1953 Officier in de Orde van Oranje Nassau. In 1957 kreeg hij de Zilveren Bouwmeesterpenning.
Cees Laseur overleed op 60-jarige leeftijd in Den Haag op de nieuwjaarsreceptie van de Haagse Comedie. Hij werd begraven op begraafplaats Rhijnhof in Leiden.

## Privé
Op 24 januari 1934 trouwde hij met actrice Mary Dresselhuys. Uit dit huwelijk werden twee dochters geboren: de balletdanseres en later journaliste Merel Laseur en de actrice Petra Laseur. Na hun scheiding, na elf jaar huwelijk, trouwde hij op 6 februari 1954 met Joan de Bruïne Groeneveldt (1919-2001).